# And Thou Shalt Trust... the Seer
And Thou Shalt Trust... The Seer é o álbum de estreia da banda alemã de Symphonic Metal, Haggard, gravado em 1997.

## Faixas
1. "Chapter 1: The Day As Heaven Wept" – 5:46
2. "Chapter 2a: Origin Of a Crystal Soul" – 5:55
3. "Chapter 2b: Requiem in D-Minor" – 2:08
4. "Chapter 3a: In a Pale Moon's Shadow" – 9:38
5. "Chapter 3b: Cantus Firmus in A-Minor" – 2:32
6. "Chapter 4: De La Morte Noire" – 8:02
7. "Chapter 5: Lost (Robin's Song)" – 4:25
8. "Outro: A Midnight Gathering" – 2:59